# Global Greens

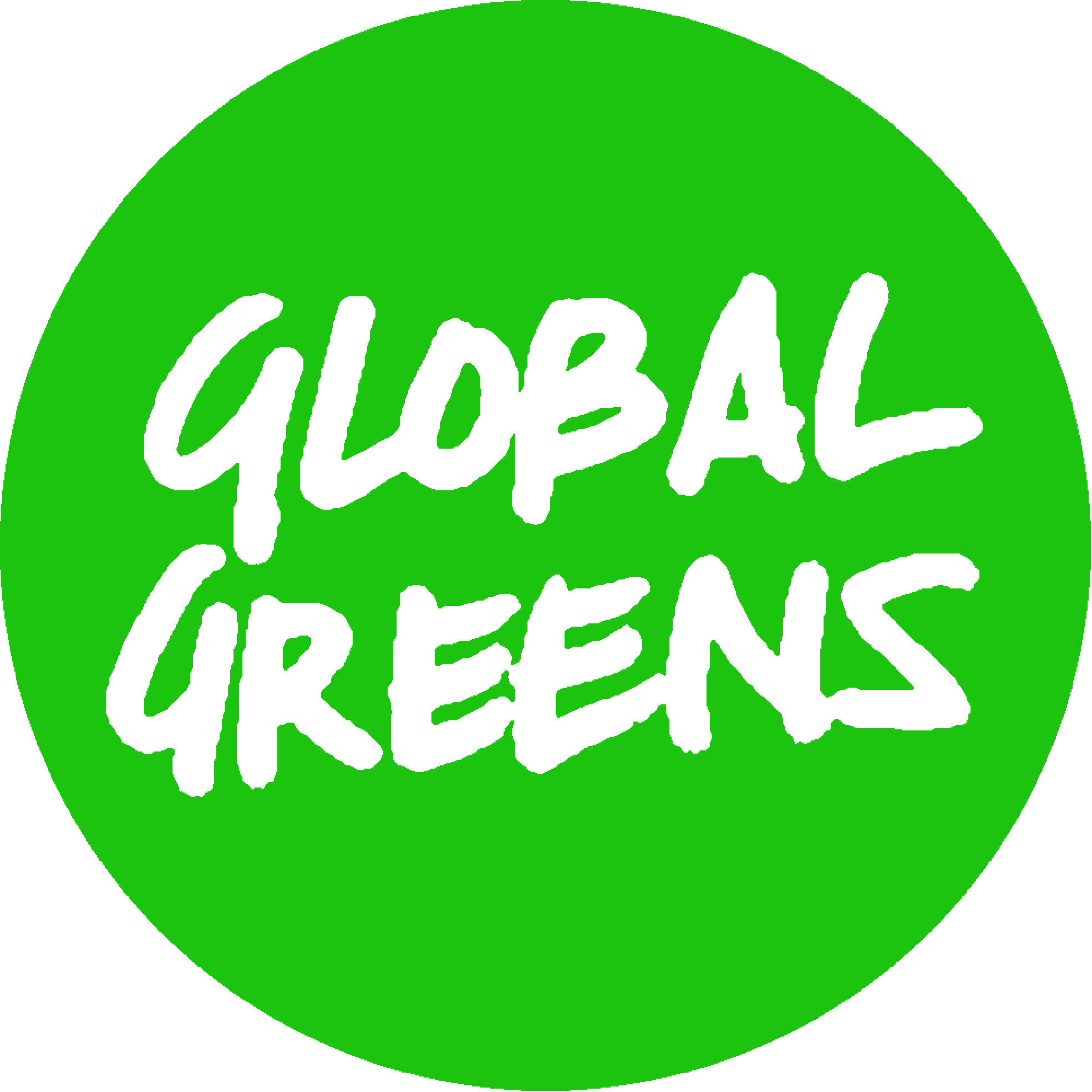
Global Greens logo

Global Greens is een internationaal netwerk van groene partijen en bewegingen die de doelstellingen van het Global Green Charter nastreven. Global Greens werd in 2001 in Canberra (Australië) opgericht tijdens het eerste congres van de Global Greens.
De Global Greens heeft een 12-ledige bestuursgroep genaamd "de Global Green Coördinatie" en een netwerk van leden genaamd "de Global Greens Network". Met ingang van december 2012 had het netwerk 93 geldige partijen en 15 waarnemende en geassocieerde partijen.
Het charter geeft uitdrukking aan enkele kernwaarden, zoals ecologische wijsheid, sociale rechtvaardigheid, participatorische democratie, geweldloosheid, duurzame ontwikkeling en respect voor diversiteit. Prioriteiten voor de groene beweging zijn de hervorming van het dominantie economische bestel, klimaatverandering aanpakken, de voedselcrisis beëindigen, democratie en vrede bevorderen en de biodiversiteit beschermen.
In België zijn zowel Ecolo als Groen lid van de Global Greens. De Nederlandse partijen GroenLinks en De Groenen zijn eveneens aangesloten.